# Vega de Liébana
Vega de Liébana é um município da Espanha na comarca de Liébana, província e comunidade autónoma da Cantábria. Tem 133,2 km² de área e em 2021 tinha 718 habitantes (densidade: 5,4 hab./km²). A capital do município é La Vega.

## Demografia
| Variação demográfica do município entre 1991 e 2004 [carece de fontes?] | Variação demográfica do município entre 1991 e 2004 [carece de fontes?] | Variação demográfica do município entre 1991 e 2004 [carece de fontes?] | Variação demográfica do município entre 1991 e 2004 [carece de fontes?] |
| ----------------------------------------------------------------------- | ----------------------------------------------------------------------- | ----------------------------------------------------------------------- | ----------------------------------------------------------------------- |
| 1991                                                                    | 1996                                                                    | 2001                                                                    | 2004                                                                    |
| 1124                                                                    | 1063                                                                    | 964                                                                     | 949                                                                     |